# Großer Schillerteich
Der Große Schillerteich ist ein Gewässer in der niedersächsischen Stadt Wolfsburg. Er ist rund 400 Meter lang und 250 Meter breit.
Nahe dem Westufer liegt eine etwa 150 Meter lange und 70 Meter breite künstliche Insel, die mit Bäumen bestanden ist. Der Große Schillerteich befindet sich im nach ihm benannten Stadtteil Schillerteich. 

## Beschreibung
Der Große Schillerteich ist ein Naherholungsgebiet, dessen Uferbereich für Veranstaltungen genutzt wird, etwa für das Kinderfestival „Luftsprünge“, das üblicherweise alle zwei Jahre stattfindet und im Juni 2015 über 25.000 Besucher hatte. Das Seeufer ist parkartig gestaltet. Um den See herum führt ein Gehweg. 
Am Nordufer befand sich etwa ab 1600 die „Schillermühle“. Sie wurde 1971 abgerissen.
Vom 21. März bis zum 16. April 2020 waren die Grünanlagen rund um den Großen Schillerteich aufgrund der COVID-19-Pandemie für Besucher gesperrt.

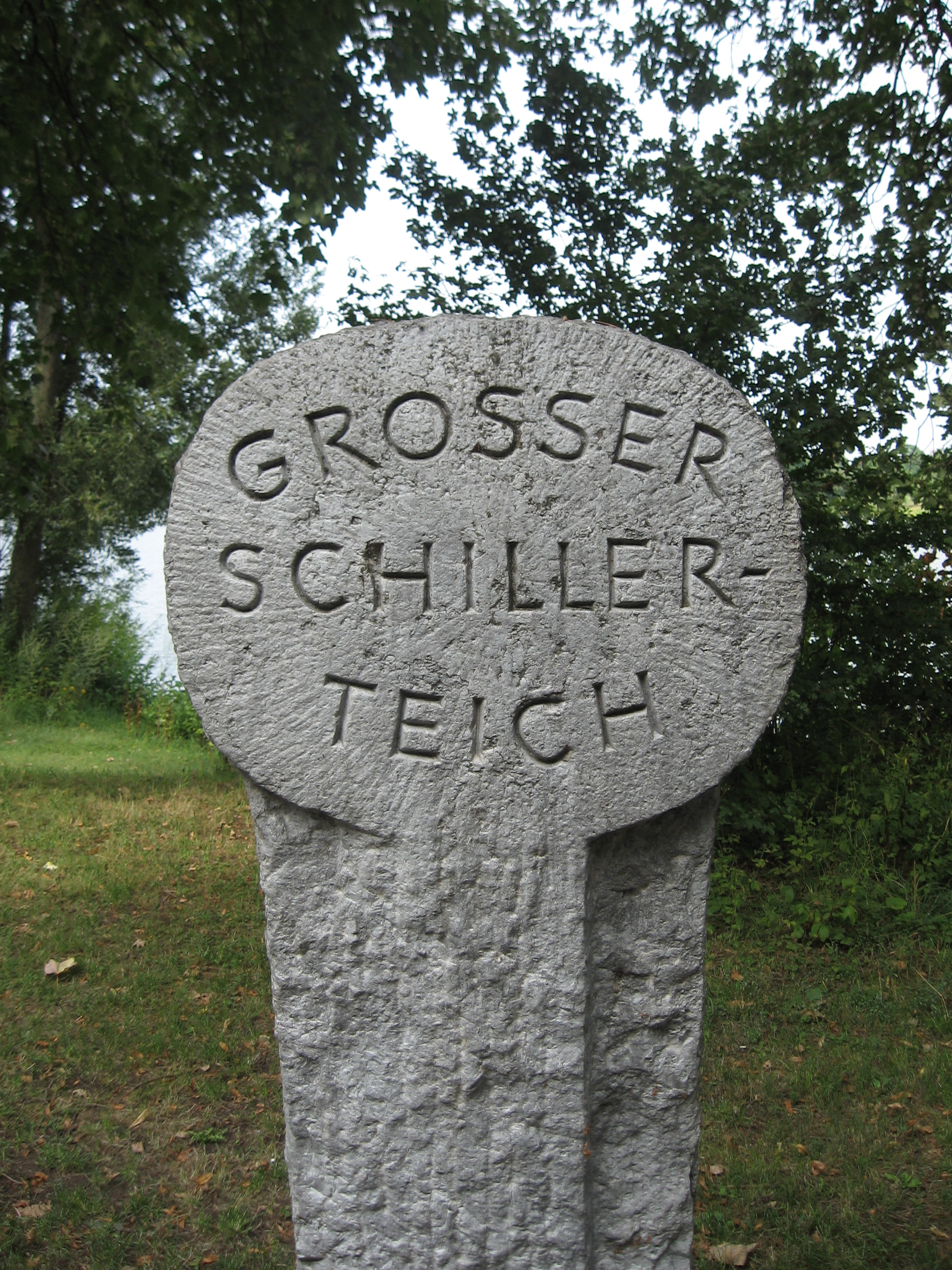
Gedenkstein am Südufer des Schillerteichs

Der Kleine Schillerteich befindet sich rund 500 Meter südlich im Stadtteil Köhlerberg. Zusammen mit dem Großen Schillerteich bildet er das größte Regenrückhaltebecken der Stadt. Nach Süden schließen sich drei weitere Teiche an: Krummer Teich, Frauenteich und Ziegelteich.